# Индонезийская христианская партия
Индонези́йская христиа́нская па́ртия (Паркиндо; индон. Partai Kristen Indonesia, Parkindo, PKI) — политическая партия Индонезии, существовавшая с 1950 по 1973 годы. Имела влияние в основном в районах страны, населённых протестантами. Несмотря на малочисленность христиан в Индонезии, партия имела большое влияние, её представители занимали большинство мест, отведённых для христиан в сфере обслуживания, армии и образовательных учреждениях. Лидер партии Йоханнес Леймена (индон. Johannes Leimena) входил в состав нескольких индонезийских правительств, был заместителем премьер-министра. На парламентских выборах 1955 года партия получила 2,6 % голосов и восемь мест в Совете народных представителей . На выборах 1971 года партия получила всего 1,34 % голосов, два года спустя она вошла в состав Демократической партии Индонезии .